# Lay-Saint-Christophe
Lay-Saint-Christophe è un comune francese di 2 620 abitanti situato nel dipartimento della Meurthe e Mosella nella regione del Grand Est.

## Società

### Evoluzione demografica
Abitanti censiti